# Schangala
Ne doit pas être confondu avec Schankala.
 (juillet 2025).
Motif : Pas de source centrée. Faible intérêt au demeurant à avoir une page juste pour ça. En l’absence totale de sources on ne peut même pas proposer une fusion avec Jean ou Hans.
- Archive Wikiwix
- Bing
- Cairn
- DuckDuckGo
- E. Universalis
- Gallica
- Google
- G. Books
- G. News
- G. Scholar
- Persée
- Qwant
- (zh) Baidu
- (ru) Yandex
- (wd) trouver des œuvres sur Wikidata

| 1. | Préciser le motif de la pose du bandeau. | Précisez le motif de la pose du bandeau en utilisant la syntaxe suivante : {{admissibilité à vérifier\|date=juillet 2025\|motif=remplacez ce texte par le motif}}              |
| 2. | Informer les utilisateurs concernés.     | Pensez à avertir le créateur de l'article, par exemple, en insérant le code ci-dessous sur sa page de discussion : {{subst:avertissement admissibilité à vérifier\|Schangala}} |

Schangala, (aussi Schangalla, der Scheansche (en Palatinat)) - diminutif de Jean en alsacien, surtout dans le Haut-Rhin et le Florival. Le nom est aussi courant en Allemagne, surtout dans l'Ortenau où le « Schangalla » - littéralement le petit Hans -  désigne un jeune Français.
Schangala est aussi l’alter ego de Jean Egen dans Les Tilleuls de Lautenbach. Le petit Schangala est déchiré entre la culture française de son père et la culture germanique (alsacienne et allemande) de sa mère. 